# Kannasandra, Magadi
Kannasandra là một làng thuộc tehsil Magadi, huyện Ramanagara, bang Karnataka, Ấn Độ.